# Saint-Pierre-Langers
Saint-Pierre-Langers är en kommun i departementet Manche i regionen Normandie i norra Frankrike. Kommunen ligger i kantonen Sartilly som tillhör arrondissementet Avranches. År 2022 hade Saint-Pierre-Langers 621 invånare.

## Befolkningsutveckling
Antalet invånare i kommunen Saint-Pierre-Langers
| Referens: INSEE |